# Hushållsost

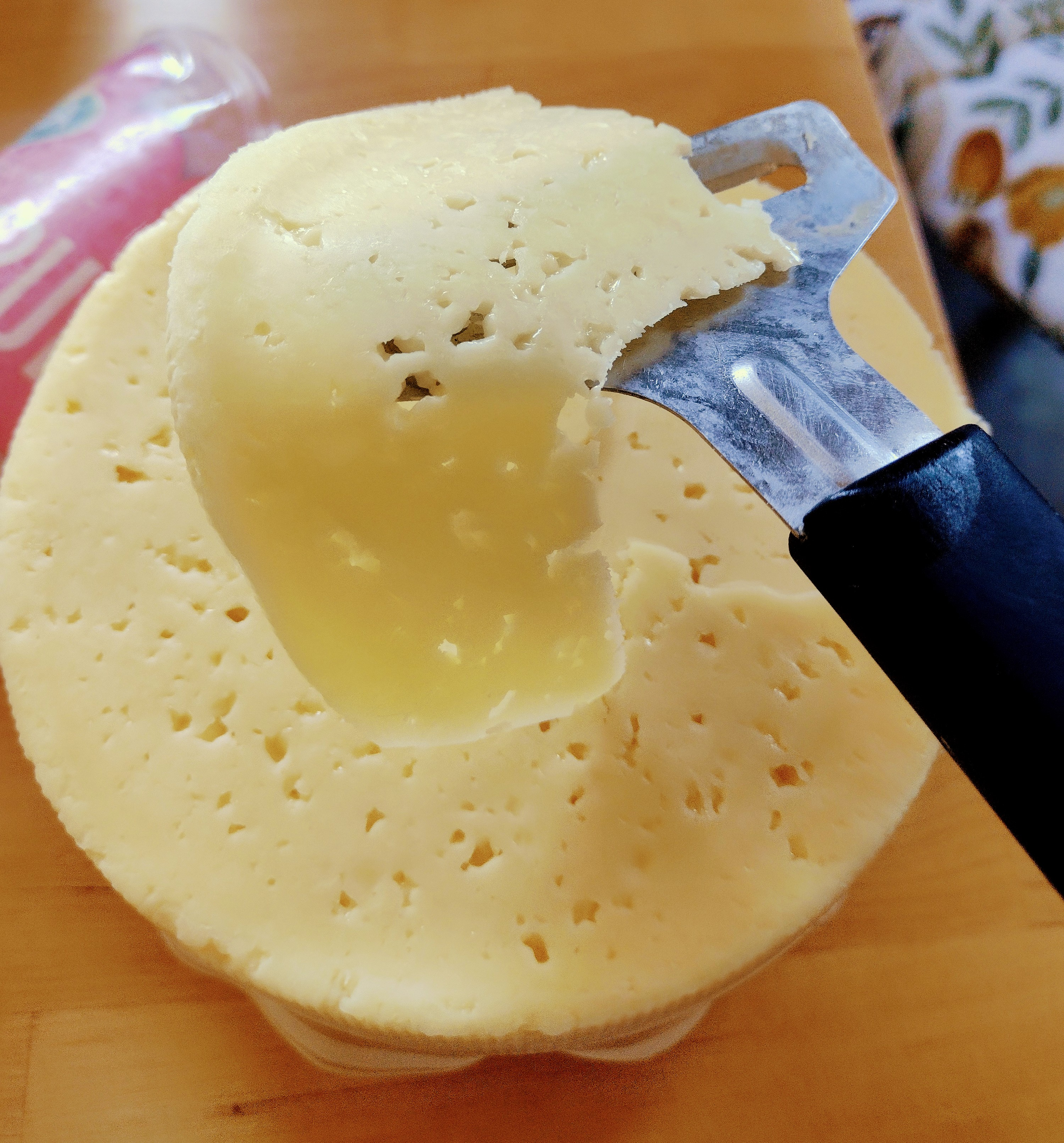
Hushållsost

Hushållsost (schwedisch Haushaltskäse) ist ein schwedischer Käse aus Kuhmilch. Es handelt sich um einen halbfesten Käse mit kleinen, körnigen Löchern, der aus Vollmilch hergestellt wird. Dadurch erhält er einen Fettgehalt von 26 %, es gibt jedoch auch Varianten mit 17 %. Mit einem Verbrauch von 15.000 Tonnen pro Jahr ist es der am meisten konsumierte Käse in Schweden.
Hushållsost wird in zylinderförmigen Laiben mit einem Gewicht zwischen 1 und 2 Kilogramm hergestellt und für die durchschnittlich 60-tägige Reifung heutzutage in Plastikfolie verpackt. Sein Geschmack wird als mild und etwas säuerlich beschrieben. Bei Hushållsost handelt es sich um eine „garantiert traditionelle Spezialität“, über die seit 1898 schriftliche Belege existieren.